# Major (SFRJ)

Major (srbohrvaško: Major) je bil višji častniški vojaški čin Jugoslovanske ljudske armade, ki je bil v uporabi v Kopenski vojski in Jugoslovanskem vojnem letalstvu.
V Jugoslovanski vojni mornarici mu je ustrezal čin kapitana korvete, v trenutni Natovi shemi činov (STANAG 2116) ustreza razredu OF-4 in v Slovenski vojski mu ustreza čin majorja.